# Бандольеро
«Бандольеро» (англ. Bandolero!) — вестерн 1968 года, снятый режиссёром Эндрю Маклагленом.

## Сюжет
Выдавая себя за палача, Майс Бишоп (Джеймс Стюарт) прибывает в город с намерением спасти своего брата Ди (Дин Мартин) от виселицы. Ди был арестован за ограбление банка, при котором муж Марии Стоунер (Ракель Уэлч) был убит. После освобождения своего брата Бишоп грабит банк. Полицейский отряд под предводительством местного шерифа (Джордж Кеннеди) и его помощника (Эндрю Прайн) гонится за ними до мексиканской границы. Ди берёт Марию в заложники. Несмотря на первоначальную ненависть, она чувствует влечение к нему. В финале бандольеро убивают обоих братьев.

## В ролях
- Ракель Уэлч — Мария Стоунер
- Джеймс Стюарт — Мейс Бишоп
- Дин Мартин — Ди Бишоп
- Джордж Кеннеди — шериф Джули Джонсон
- Уилл Гир — Поп Чейни
- Денвер Пайл — Мьюнси Картер